# Сюн Ни
Сюн Ни (кит. упр. 熊倪, пиньинь Xióng Ní, р. 6 января 1974) — китайский прыгун в воду, многократный олимпийский чемпион.

## Биография
Сюн Ни родился в 1974 году в Чанша провинции Хунань. С 1982 года начал заниматься прыжками в воду в местной любительской спортшколе, и в том же году вошёл в сборную провинции. Снялся в телесериале «Путешествие на Запад» (классическая экранизация знаменитого средневекового китайского романа), сыграв в массовке вместе с другими молодыми спортсменами — гимнастами и прыгунами в воду (они изображали маленьких обезьянок из племени, взятого под покровительство царём обезьян Сунь Укуном). В 1986 году завоевал серебряную медаль Спартакиады народов КНР и вошёл в национальную сборную.
В 1988 году Сюн Ни завоевал бронзовую медаль Олимпийских игр в Сеуле, в 1989 году завоевал золотую медаль Кубка мира по прыжкам в воду, в 1990 — золотую и серебряную медали Азиатских игр в Пекине, в 1991 — серебряную медаль чемпионата мира по водным видам спорта. В 1992 году на Олимпийских играх в Барселоне Сюн Ни стал обладателем бронзовой медали, зато в 1993 году опять выиграл Кубок мира. На чемпионате мира 1994 года он был лишь 5-м, зато в 1995 году завоевал несколько медалей Кубка мира. В 1996 году он, наконец, стал олимпийским чемпионом, а на Олимпийских играх 2000 года завоевал даже две золотые медали.
В 2007 году Сюн Ни официально стал заместителем председателя Спорткомитета провинции Хунань.
Вместе с другими семью китайскими спортсменами нёс Олимпийский флаг на Церемонии открытия летних Олимпийских игр 2008.